# Glenida suffusa
Glenida suffusa là một loài bọ cánh cứng trong họ Cerambycidae.